# Ede idaasha
Pour les articles homonymes, voir Idaasha.
L’ede idaasha (ou ede idaca, idaaca, idaasa, idaasha, idaatcha, idaca, idáìtsà) est une langue yoruboïde du groupe ede parlée au Bénin.

## Distribution
On le parle dans le département des Collines, principalement dans les communes de Dassa-Zoumè et Glazoué, à l'ouest de l'Ouémé.
Le nombre de locuteurs a été estimé à 162 000 en 2016.